# Tetramorium persignatum
Tetramorium persignatum är en myrart som beskrevs av Bolton 1995. Tetramorium persignatum ingår i släktet Tetramorium och familjen myror. Inga underarter finns listade i Catalogue of Life.